# 信元安貞
信元 安貞（のぶもと やすさだ、1920年8月19日 - 2003年5月8日）は、日本の経営者。曙ブレーキ工業社長、会長を務めた。位階は従四位。前妻の満智子との子に信元久隆、信元真佐江、後妻トミ子との子にリップシャッツ信元夏代がいる。

## 経歴
東京都出身。1943年に東亜同文書院大学商学部を卒業し、1950年に曙産業(のちの曙ブレーキ工業)に入社。取締役、常務、専務を経て、1960年5月に副社長に就任し、1964年1月には社長に昇格。1990年6月に会長に就任し、信元久隆氏が代表取締役社長を継いだ。1994年6月には名誉会長に就任。
1981年4月に藍綬褒章を受章し、1991年4月に勲二等瑞宝章を受章。「自動車部品産業の黎明期に多大な貢献」したとして、日本自動車殿堂者(Japan Automotive Hall of Fame)に認定されている。
1984年には日本自動車部品工業会会長に就任、1988年にケンタッキー州名誉領事に就任。
日本の伝統芸能にも造詣が深く、「信元虚園」の雅号で数多くの舞踊劇の創作・演出も手掛けた。1983年には「上方舞を守る会」を設立、20年以上にわたり代表幹事を務め、この功績に対し、1999年6月、文化庁より感謝状が授与された。
2003年5月8日急性心筋梗塞のために死去。82歳没。死没日付をもって従四位に叙された。